# فوهة رش

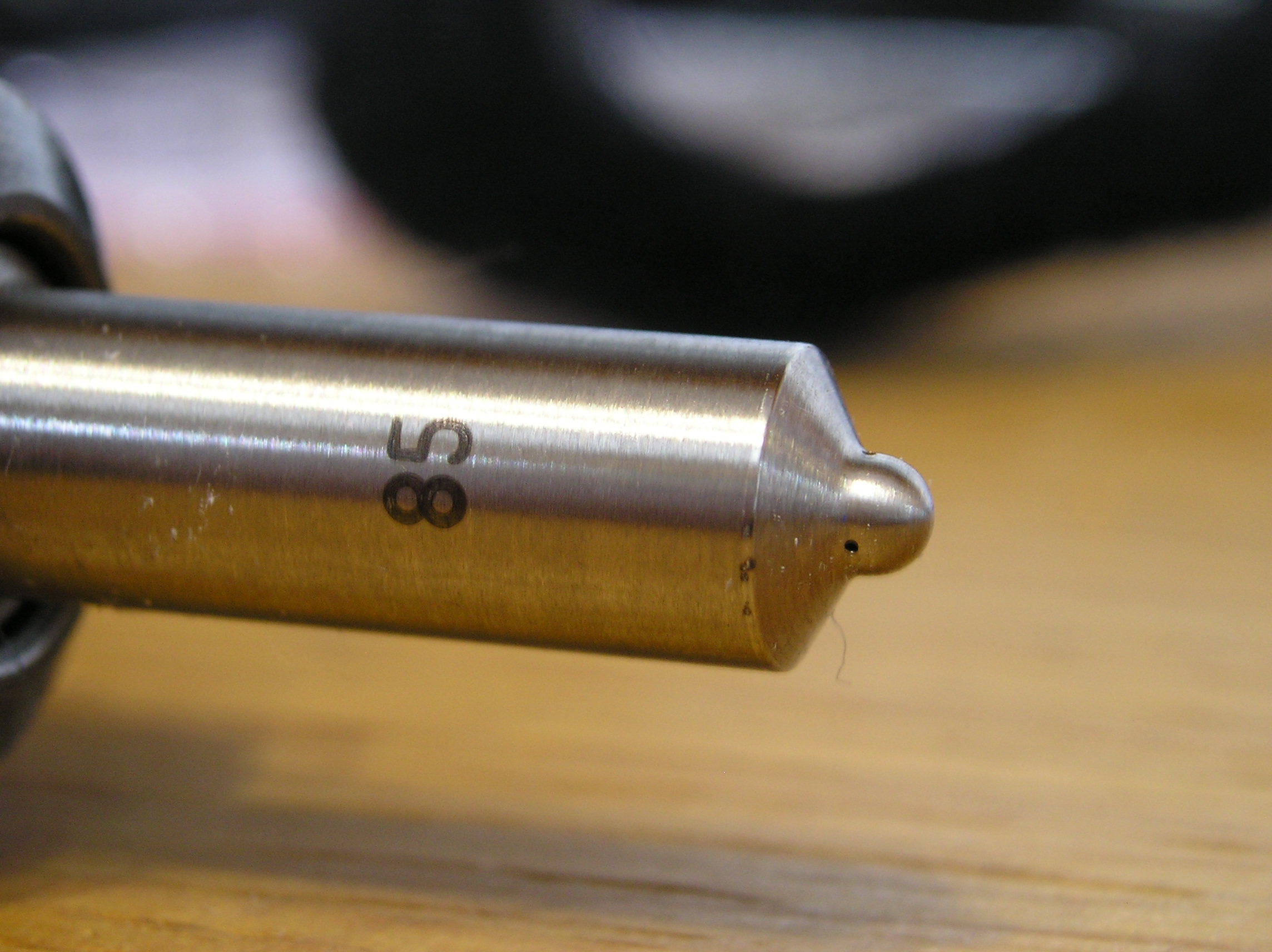
فوهة رش لحقن الوقود في محرك احتراق داخلي

فوهة الرش جهاز صغير يحول تيار سائل إلى رذاذ. ويستعمل مثلا في نظم إخماد الحرائق ومحرك الاحتراق الداخلي والطلاء بالرش الحراري.